# Adam Lanči
Adam Lanči (* 1. října 1987) je český zpěvák, textař, skladatel a producent. Vystupuje pod jménem Cocoman a je představitelem českého reggae.
Veřejně působí už od roku 2002. V roce 2008 založil kapelu Solid Vibes, se kterou v roce 2009 vydal EP Stay strong. Významněji na sebe upozornil v roce 2011, kdy obdržel hudební cenu Anděl v kategorii nejlepší album v žánru Ska & Reggae za kompilaci písní od různých reggae interpretů s názvem Sklizeň 2011, kterou pod jménem Coco jammin production produkoval. Jako Cocoman na desku přispěl i několika vlastními písněmi.
Po úspěšné crowdfundingové kampani v roce 2014 vydal se svou kapelou první plnohodnotné album – Zázraky. I tato deska mu vynesla ocenění v podobě žánrové ceny Anděl 2014 (Ska & reggae).
V letech 2012, 2014 a 2016 produkoval další „sklizně“ a v roce 2018 vydal tentokrát pod vlastním jménem osobnější sólové album Přijde den, kterým se snaží vystoupit i mimo svůj hlavní žánr a dosavadní styl.
Spolu se dalšími představiteli českého reggae Dr. Kary a MessenJah koncertují pod jménem Nevereš. V roce 2016 vydali první společné album Zpátky na strop, na které navázali v roce 2021 albem Trumpety.